# مجموعه بئر
در ریاضیات، به‌خصوص در نظریه اندازه، مجموعه‌های بئر (به انگلیسی: Baire Sets)، از یک فضای توپولوژی، تشکیل {\displaystyle \sigma }-جبری می‌دهند که از برخی خواص پاتولوژیک مجموعه‌های بورل مبرا می‌باشند. تعاریف غیر-معادل متعددی برای مجموعه‌های بئر وجود دارند، اما در وسیع‌ترین تعریف مورد استفاده، مجموعه‌های بئر از یک فضای هاسدورف موضعاً فشرده، تشکیل کوچکترین {\displaystyle \sigma }-جبری می‌دهد که تمام توابع پیوسته با تکیه‌گاه فشرده روی آن اندازه پذیراند. ازین رو، اندازه‌هایی که روی این {\displaystyle \sigma }-جبر تعریف شده‌اند را اندازه‌های بئر نامیده، که چهارچوب مناسبی برای انتگرال‌گیری روی فضاهای هاسدورف موضعاً فشرده ایجاد می‌کنند. به‌خصوص، هر تابع پیوسته با تکیه‌گاه فشرده روی چنین فضایی نسبت به هر اندازه بئر متناهی انتگرال‌پذیر است.
هر مجموعه بئر، مجموعه بورل است. عکس آن در بسیاری از فضاهای توپولوژیکی برقرار است، اما نه همه آن‌ها. مجموعه‌های بئر، از خواص پاتولوژیکالی که برای مجموعه‌های بورل روی فضاهای بدون پایه شمارا برقرار اند اجتناب می‌ورزند. در عمل، استفاده از اندازه‌های بئر روی مجموعه‌های بئر را می‌توان اغلب با استفاده از اندازه‌های بورل منظم روی مجموعه‌های بورل جایگزین نمود. مجموعه‌های بئر توسط کونیهیکو کودایرا، شیزوئو کاکوتانی و هالموس معرفی شدند. آن‌ها این مجموعه‌ها را براساس توابع بئر نامگذاری نمودند، این توابع نیز به نام رنه-لوئیس بئر نامگذاری شده‌اند.

## ارجاعات
1. ↑  Kunihiko Kodaira (1941, Definition 4)
2. ↑  Shizuo Kakutani and Kunihiko Kodaira (1944)
3. ↑  Halmos (1950, page 220)

- مشارکت‌کنندگان ویکی‌پدیا. «Baire Set». در دانشنامهٔ ویکی‌پدیای انگلیسی، بازبینی‌شده در ۲۶ مهٔ ۲۰۲۱.